# Joaquín Rodrigo
Joaquín Rodrigo (Sagunto, 22. studenog 1901. – Madrid, 6. srpnja 1999.), španjolski skladatelj.
Slijep od svoje treće godine zbog difterije. Poznat prije svega po svojim fantastičnim skladbama za gitaru, a pogotovo po nezaboravnom Concierto de Aranjuez, jednom od najpoznatijih glazbenih djela 20. stoljeća.